# بارنبرگ
بارنبرگ (به آلمانی: Barneberg) یک منطقهٔ مسکونی در آلمان است که در هوتنسلبن واقع شده‌است. بارنبرگ ۷۵۹ نفر جمعیت دارد.